# Азигулово
Азигу́лово — село в Артинском городском округе Свердловской области. Входит в состав Азигуловского сельского совета.

## География
Населённый пункт расположен на левом берегу реки Уфа в 19 километрах к северо-западу от посёлка городского типа Арти — административного центра района. Расстояние до Екатеринбурга — 145 километров.

### Часовой пояс
Азигулово, как и вся Свердловская область, находится в часовой зоне МСК+2. Смещение применяемого времени относительно UTC составляет +5:00.

## История
Село Азигулово было основано в 1655 году. В 1650-х годах здесь появился человек по имени Атнабай, увековечивший в названии будущего села имя своего сына.

## Население
| 2002 | 2010 | 2021 |
| ---- | ---- | ---- |
| 833  | ↘685 | ↘624 |

В селе проживают татары. Язык местных жителей относится к красноуфимскому говору среднего (казанского) диалекта татарского языка.

## Достопримечательности
На территории села расположен памятник природы: участок елово-пихтовых древостоев.

## Инфраструктура
Село разделено на 12 улиц: 30 лет Победы, 40 лет Победы, Зинура Ахметова, Колхозная, Комсомольцев-Фронтовиков, Лесная, Луговая, Набережная, Нагорная, Новая, Советская, Труда. В селе функционирует средняя школа основанная в 1902 году, в которой никогда не прекращалось преподавание татарского языка. Есть действующий детский сад.

## Религия
Действует мечеть.